# Cowboy Fora da Lei
Cowboy Fora da Lei é uma canção do cantor e compositor Raul Seixas, lançada em março de 1987 pela gravadora Copacabana no álbum Uah-Bap-Lu-Bap-Lah-Béin-Bum! e gravada entre 24 de fevereiro e 29 de dezembro de 1986 no estúdio independente São Paulo, em São Paulo, e nos estúdios da gravadora Copacabana, em São Bernardo do Campo. É o último grande sucesso da carreira solo do cantor baiano.

## Composição
A canção começou a tomar forma em 1973, quando Raul compôs uma letra chamada "Cowboy 73". A canção não foi utilizada na época, ficando em um dos muitos cadernos com letras do cantor baiano. Em 1984, durante as sessões de gravação do que seria o seu único álbum pela gravadora carioca Som Livre - a gravadora da Rede Globo -, Raul chamou Sylvio Passos - criador do primeiro fã-clube do artista - para, juntos, aproveitarem o refrão daquela composição e realizarem uma nova música. A ideia era que a letra fosse uma história, falada, como em uma história em quadrinhos, e apenas o refrão fosse cantado. Entretanto, quando Raul entrou em estúdio para gravar a canção, ele estava embriagado, após uma briga com sua mulher, e isso comprometeu as possibilidades de finalizar a canção e incluí-la no disco (que já tinha estourado o orçamento). Assim, a canção só foi retomada por Raul dois anos depois, nas sessões do seu primeiro álbum pela Copacabana. Novamente, só o refrão foi reaproveitado e Raul chamou seu antigo amigo e parceiro Cláudio Roberto para finalizar a sua letra.

## Gravação, lançamento e promoção
A versão definitiva foi gravada entre 24 de fevereiro e 29 de dezembro de 1986 no estúdio independente São Paulo, em São Paulo, e nos estúdios da gravadora Copacabana, em São Bernardo do Campo, nas conturbadas sessões de gravação do disco Uah-Bap-Lu-Bap-Lah-Béin-Bum!, que seria lançado em março do ano seguinte. Com o lançamento, a recepção extremamente positiva ao álbum por parte da crítica e a boa divulgação e distribuição do disco, levaram ao imediato sucesso desta canção nas rádios de todo o país. Também, a canção passa a fazer parte da trilha sonora da novela das sete da Rede Globo, Brega & Chique. Assim, a emissora carioca convida Raul para gravar um videoclipe para exibição em seu programa dominical, o Fantástico. O vídeo é realizado nos seus estúdios e conta com a participação especial de Wilson Grey e direção de Paulo Trevisan.

## Resenha musical
"Cowboy Fora da Lei" é um country rock que conta com um banjo e um violão de aço, ambos tocados por Rick Ferreira. Foi o grande sucesso do disco no qual foi originalmente lançada e sua letra apresenta uma mistura de política (com referências a Tancredo Neves, Martin Luther King Jr. e Mahatma Gandhi) e medo da idolatria de fãs.

## Anarkilópolis
Em julho de 2003, é lançada uma coletânea chamada Anarkilópolis com diversas canções de Raul Seixas englobando um grande período da carreira do cantor baiano que vai de O Dia em que a Terra Parou, de 1977, até a participação de Raul no álbum Duplo Sentido do Camisa de Vênus, de 1987. A temática que une as canções é o fato de elas contarem com a participação de grandes nomes da música brasileira, como Gilberto Gil, Jackson do Pandeiro, Sérgio Dias e Liminha, André Christovam, Celso Blues Boy, Pepeu Gomes, Sérgio Sampaio, Marcelo Nova e Wanderléa.
Neste disco, consta uma nova versão de "Cowboy Fora da Lei" ("Anarkilópolis (Cowboy Fora Da Lei Nº 2)"), que é a recuperação da canção escrita em parceria com Sylvio Passos e que deveria ter sido lançada em 1984. As fitas foram descobertas por Aramis Barros, e recuperadas conforme as instruções de Sylvio Passos. No ano seguinte, esta faixa seria incluída no relançamento comemorativo de 20 anos de Metrô Linha 743.

## Créditos
Créditos dados pelo Discogs.

### Cowboy Fora da Lei

#### Músicos
- Guitarra: Rick Ferreira e Antenor Soares Gandra Neto
- Banjo, Lap Steel Guitar, Piano e Teclados: Rick Ferreira
- Baixo: Pedro Ivo Lunardi, Geraldo Vieira e Lívio Benvenuti Júnior (Nenê)
- Bateria: Albino Cezar Infantozzi e Francisco di Maria Medori Júnior

#### Ficha técnica
- Direção artística: Juvenal de Oliveira
- Produção: Raul Seixas e Rick Ferreira
- Arranjos: Raul Seixas e Rick Ferreira
- Engenheiro de som: Paulo Roberto Jurazzo, Getúlio B. C. Júnior e Zécafi
- Mixagem: Paulo Roberto Jurazzo, Rick Ferreira e Raul Seixas
- Corte: Getúlio B. C. Júnior
- Concepção, layout e foto da capa: Lena Coutinho
- Foto da contra-capa: Celso Luiz
- Agradecimentos especiais: Maria Melício, Adiel Macedo de Carvalho e Toninho D'Almeida

### Anarkilópolis

#### Músicos
- Vocais: Raul Seixas, Kika Seixas, Rick Ferreira, Mauro Machado Júnior, Ana Lúcia Leuzinger, Viviane Carvalho e André Costa
- Guitarra, banjo, Lap Steel Guitar e violões: Rick Ferreira
- Piano: Miguel Cidras
- Violino: Lou Petrus
- Baixo: Paulo César Barros
- Bateria: Ivan Conti (Mamão)

#### Ficha técnica
- Produção: Alexandre Agra e Raul Seixas
- Arranjos: Rick Ferreira
- Remix: Aramis Barros e Luiz Carlos "Meu Bom"
- Técnico de gravação e mixagem: Jorge "Gordo" Guimarães
- Assistentes de gravação: Everaldo Andrade e Ciro Albuquerque
- Operador de Pro Tools: Ciro Albuquerque